# Zoroastrismo
O zoroastrismo, masdaísmo, masdeísmo/mazdeísmo ou parsismo é uma religião iraniana e uma das religiões organizadas mais antigas do mundo, baseada nos ensinamentos do profeta iraniano Zoroastro. Tem uma cosmologia dualista de bem e mal dentro da estrutura de uma ontologia monoteísta e uma escatologia que prediz a conquista final do mal pelo bem. O zoroastrismo exalta uma divindade incriada e benevolente da sabedoria conhecida como Ahura Mazda (lit. 'Senhor da Sabedoria') como seu ser supremo. Historicamente, as características únicas do zoroastrismo, como seu monoteísmo, messianismo, crença no livre arbítrio e julgamento após a morte, concepção de céu, inferno, anjos e demônios, entre outros conceitos, podem ter influenciado outros sistemas religiosos e filosóficos, incluindo as religiões abraâmicas e o gnosticismo, o budismo e a filosofia grega.
Com possíveis raízes datando do II milênio a.C., o zoroastrismo entra na história registrada por volta de meados do século VI a.C.. Serviu como religião oficial dos antigos impérios iranianos por mais de um milênio (aproximadamente de 600 a.C. a 650 d.C.), mas declinou a partir do século VII como resultado direto da conquista árabe-muçulmana da Pérsia (633–654), o que levou à perseguição em larga escala do povo zoroastrista. Estimativas recentes colocam o número atual de zoroastristas no mundo entre cerca de 110 mil e 120 mil adeptos no máximo, com a maioria vivendo na Índia, Irã e América do Norte; acredita-se que seu número esteja diminuindo.
Os textos mais importantes do zoroastrismo são aqueles contidos no Avestá, que inclui os escritos centrais pensados para serem compostos por Zoroastro conhecidos como Gatas, que definem os ensinamentos de Zoroastro e que são poemas dentro da liturgia de adoração, o Iasna que serve como a base para a adoração. A filosofia religiosa de Zoroastro dividiu os primeiros deuses iranianos da tradição proto-indo-iraniana em emanações do mundo natural como ahuras e daevas, os últimos dos quais não eram considerados dignos de adoração. Zoroastro proclamou que Ahura Mazda era o criador supremo, a força criativa e sustentadora do universo por meio da asha e que os seres humanos têm a escolha entre apoiar Ahura Mazda ou não, tornando-os responsáveis por suas escolhas. Embora Ahura Mazda não tenha um oponente equivalente, Angra Mainyu (mentalidade/espírito destrutivo), cujas forças nascem de Aka Manah (pensamento maligno), é considerada a principal força adversária da religião, posicionando-se contra Spenta Mainyu (espírito criativo/ mentalidade). A literatura persa média desenvolveu Angra Mainyu ainda mais em Ahriman, tornando-o mais próximo de ser o adversário direto de Ahura Mazda.
Além disso, a força vital que se origina de Ahura Mazda, conhecida como asha (verdade, ordem cósmica), se opõe a druj (falsidade, engano). Ahura Mazda é considerado totalmente bom e trabalha em gētīg (o reino material visível) e mēnōg (o reino espiritual e mental invisível) através dos sete Amesa Espentas.

## História

### A religião pré-zoroastriana
A religião do Irã antes do surgimento do zoroastrismo apresentava semelhanças com a da Civilização Védica, isto porque as populações que habitavam estes espaços descendiam de um mesmo povo, os arianos (indo-arianos). Era uma religião politeísta, na qual o sacrifício dos animais e o consumo de uma bebida chamada haoma (em sânscrito: soma) desempenhavam o papel principal de seus costumes.
Os seres divinos enquadravam-se em duas classes, ambas positivas: os Aúras (em sânscrito: asuras; "senhores") e os daivas (em sânscrito: deivas; "deuses").

### Zoroastro (Zarastustra)

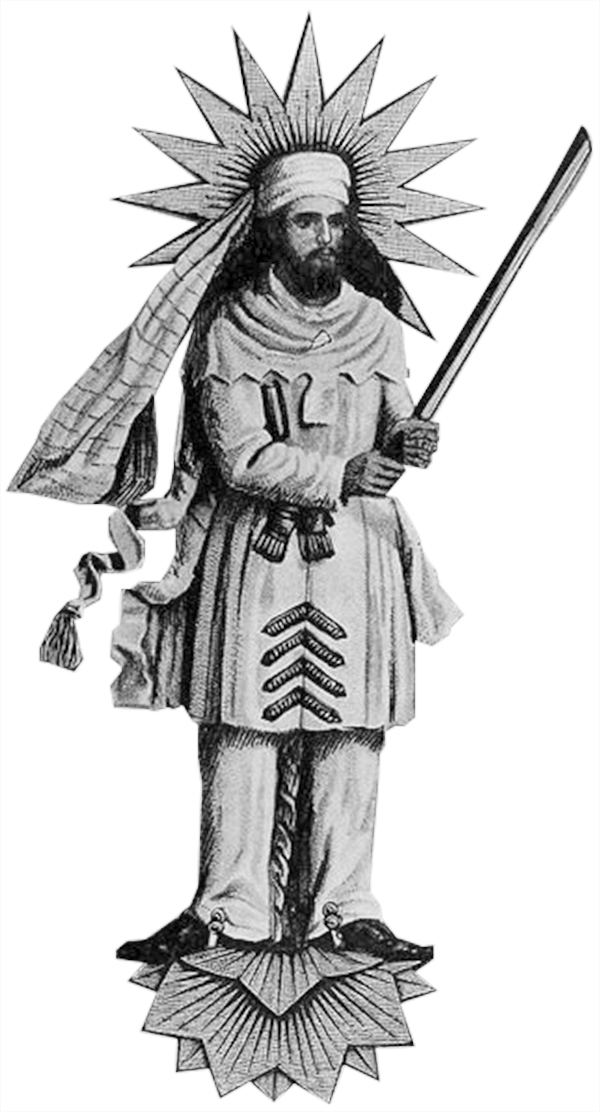
Percepção do século XIX zoroastriana indiana de Zoroastro, derivada de uma figura que aparece em uma escultura do século IV em Taq-e Bostan no sudoeste do Irã. Acredita-se agora que o original seja uma representação de Mitra ou Hvare-khshaeta.

Zoroastro viveu na Ásia Central, num território que compreendia o que é hoje a parte oriental do Irã e a região ocidental do Afeganistão. Não existe um consenso em torno do período em que viveu; os acadêmicos têm situado a sua vida entre 1 750 e 1 000 a.C. Sobre a sua vida, existem poucos dados precisos, sendo as lacunas preenchidas por lendas.
De acordo com os relatos tradicionais zoroastristas, Zoroastro viveu no século VI a.C., pertencendo ao clã Spitama, sendo filho de Pourushaspa e de Dugdhova. Era o sacerdote do culto dedicado a um determinado Aúra. Foi casado duas vezes e teve vários filhos. Morreu aos setenta e sete anos assassinado por um sacerdote.
Aos trinta anos, enquanto participava num ritual de purificação num rio, Zaratustra viu um ser de luz que se apresentou como sendo Vohu Manah ("Bom Pensamento") e que o conduziu até à presença de Aúra-Masda (Deus) e de outros cinco seres luminosos, os Amesa Espentas, sendo este o primeiro de uma série de encontros com Aúra-Masda, que lhe revelou a sua mensagem.
As autoridades civis e religiosas opunham-se às doutrinas de Zoroastro. Após doze anos de pregação, Zoroastro abandonou a sua região natal e fixou-se na corte do rei Vishtaspa na Báctria (região que se encontra no atual Afeganistão). Este rei e sua esposa, a rainha Hutosa, converteram-se à doutrina de Zoroastro e o zoroastrismo foi declarado como religião oficial do reino.
O principal documento que nos permite conhecer a vida e o pensamento religioso de Zoroastro são os Gatas, dezessete hinos compostos pelo próprio Zoroastro e que constituem a parte mais importante do Avestá ou livro sagrado do zoroastrismo. A linguagem dos Gatas assemelha-se à que é usada no Rigueveda, o que situaria Zoroastro entre 1 500−1 200 a.C. e não no século VI a.C. Vivia na Idade do Bronze, numa sociedade dominada por uma aristocracia guerreira.
Para alguns investigadores, muito mais do que o fundador de uma nova religião, Zoroastro foi antes um reformador das práticas religiosas indo-iranianas. Ele propôs uma mudança no panteão dominante que ia no sentido do monoteísmo e do dualismo. Na perspectiva de Zoroastro, os Aúras passam a ser vistos como seres que escolheram o bem, e os daivas, como seres que escolheram o mal. Na Índia, o percurso seria inverso, com os Aúras a representarem o mal, e os daevas a representarem o bem.
Zoroastro elevaria Aúra-Masda ("Senhor Sábio") ao estatuto de divindade suprema, criadora do mundo e única digna de adoração.
Outro conceito religioso por ele apresentado foi o dos Amesa Espentas ("Imortais Sagrados"), que podem ser descritos como emanações ou aspectos de Aúra-Masda. Nos Gatas, os Amesa Espentas são apresentados de uma forma bastante abstrata; séculos depois, eles serão transformados e elevados ao estatuto de divindades. Cada Amesa Espenta foi associado a um aspecto da criação divina.
Os Amesa Espentas são:
- Vohu Manah ("Bom Pensamento"): os animais;
- Asha Vaista ("Verdade Perfeita"): o fogo;
- Epenta Ameraiti ("Devoção Benfeitora"): a terra;
- Khashathra Vairya ("Governo Desejável"): o céu e os metais;
- Hauravatate ("Plenitude"): a água;
- Ameretate ("Imortalidade"): as plantas.

Os Gatas revelam também um pensamento dualista, sobretudo no plano ético, entendido como uma livre escolha entre o bem e o mal. Posteriormente, o dualismo torna-se cosmológico, entendido como uma batalha no mundo entre forças benignas e forças maléficas.
Atualmente, os zoroastristas dividem-se entre o dualismo ético ou o dualismo cosmológico, existindo também outros que aceitam os dois conceitos. Alguns acreditam que Aúra-Masda tem um inimigo chamado Angra Mainyu (ou Ahriman), responsável pela doença, pelos desastres naturais, pela morte e por tudo quanto é negativo. Angra Mainyu não deve ser visto como um deus; ele é, antes, uma energia negativa que se opõe à energia positiva de Aúra-Masda, tentando destruir tudo o que de bom foi feito por ele (a energia positiva de Deus é chamada de Spenta Mainyu). No final, Angra Mainyu será destruído e o bem triunfará. Outros zoroastristas encaram o dualismo no plano interno de cada pessoa, como a escolha que cada um deve fazer entre o bem e o mal, entre uma mentalidade progressista e uma mentalidade retardatária.
Os zoroastristas acreditam que Zoroastro é um profeta de Deus, mas não é alvo de particular veneração. Eles acreditam que, através dos seus ensinamentos, os seres humanos podem aproximar-se de Deus e da ordem natural marcada pelo bem e justiça (asha).

### A época aqueménida
Entre a morte de Zaratustra e a ascensão do Império Aqueménida no século VI a.C., pouco se sabe sobre o zoroastrismo, a não ser que se difundiu por todo o planalto iraniano e que o Avestá, livro sagrado do zoroastrismo, foi elaborado durante o primeiro domínio persa. Apesar de não existirem fontes concretas do Império Aquemênida que apresentem o nome do profeta Zaratustra ou de nomes e termos característicos da fé zoroástrica, como Spenta Mainyu, Angra Mainyu e Amesha Spenta, a maioria dos historiadores acreditam que os Aquemênidas eram zoroastristas, ou, no mínimo, masdeístas (adoradores de Aúra-Masda).
Em 549 a.C., Ciro II derrotou Astíages, rei dos Medos, e fundou o Império Persa, que unia, sob o mesmo ceptro, os Medos e os Persas. A dinastia à qual pertencia, os Aqueménidas, adotou o zoroastrismo como religião oficial do império, mas foi tolerante em relação às religiões dos povos que nele viviam. Foi o rei Ciro II (dito "O Grande") que libertou os Judeus do seu cativeiro e permitiu o regresso destes à Palestina. Provavelmente, o primeiro rei persa que reconheceu oficialmente esta religião foi Dario I, como mostra uma placa de ouro na qual o rei se proclama devoto de Aúra-Masda. Dario I foi o primeiro rei Aquemênida a se mostrar como um eleito do deus Aúra-Masda para reinar o Império, de modo que ele é protegido pela divindade, nunca ela própria ou seu descendente. Apesar de existirem relatos que confrontem a ideia da "tolerância religiosa" dos Aquemênidas, como a Inscrição de Beistum, sabe-se que os reis persas, visando a manutenção de seu poder central e evitando possíveis revoltas, respeitavam a grande maioria das religiões dos povos súditos, em muitos casos enviando sacrifícios e oferendas para cultos religiosos diferentes do zoroastrismo.
Dario teve que combater um usurpador chamado Gautama, que se fazia passar por um filho de Ciro. Gautama ordenou a destruição de santuários pagãos que seriam restaurados por Dario. Tendo em vista que diversas imagens, inscrições e homenagens referentes à Aúra-Masda eram difundidas pelo império, é importante ressaltar a postura adquirida por alguns reis aquemênidas seguidores do deus Aúra-Masda como protetores da Verdade e combatentes da Mentira, ou seja, a utilização da religião como prática da retórica imperial de legitimação de dominação.
Os Medos possuíam uma casta ou tribo sacerdotal, conhecida como os magos, que adoptaram a religião de Zaratustra, não sem introduzir alterações na mensagem original e incorporando antigas concepções religiosas. Os magos seriam a classe sacerdotal dos três grandes impérios persas. Casavam dentro do seu grupo e expunham os corpos dos mortos às aves de rapina, duas práticas que viriam a ser adoptadas pelos zoroastristas. Os sacerdotes recuperam os antigos sacrifícios e o uso do haoma. Os Amesa Espentas, inicialmente abstractos no pensamento de Zaratustra, foram personalizados e antigas divindades passaram a ser adoradas. Entre essas divindades (iazatas), estavam o Sol, a Lua, Tistria (deus da chuva), Vayu (o vento), Anaíta (deusa das águas) e Mitra.
Foram também erigidos grandes templos e altares de fogo ao ar livre. Artaxerxes II (404–358 a.C.) chegou mesmo a ordenar a construção de templos em honra de Anaíta nas principais cidades do império. Durante este período, foi também criado o calendário zoroastrista e desenvolveu-se o conceito do Saoshyant, segundo o qual um descendente de Zaratustra, nascido de uma virgem, viria para salvar o mundo.

### A época arsácida e sassânida
Com a conquista da Pérsia por Alexandre Magno, em 330 a.C., o zoroastrismo sofreu um duro golpe, tendo a classe sacerdotal sido dizimada e muitos templos destruídos. O incêndio da capital do império, Persépolis, provocaria o desaparecimento de textos da religião conservados na biblioteca da cidade.
Durante o governo dos selêucidas, o zoroastrismo foi respeitado e geraram-se sincretismos entre este e a religião grega (por exemplo, ocorreu uma associação de Zeus a Aúra-Masda). Mas um verdadeiro renascimento do zoroastrismo só começa durante a dinastia dos Partos Arsácidas, no século III a.C. Nesta fase, foi compilado o Vendidade, uma parte do Avestá que recolhe textos relacionados com medicina e rituais de pureza.
No período do Império Sassânida (r. 224–651), o zoroastrismo foi completamente restaurado graças à intervenção de Cirdir e de Tansar. O zoroastrismo tornou-se a religião mais comum entre as massas, sendo praticado numa vasta área que ia do Médio Oriente às portas da China. Nesta época, assistiu-se à formação de uma verdadeira "Igreja" zoroastriana centrada na Pérsia, foram banidas da prática religiosa as imagens, criou-se o alfabeto avéstico e novos textos passam a integrar o Avestá, tais como o Criação Original e o Dencarde. Ao contrário do período Aqueménida, este período ficou marcado pela intolerância em relação a outras religiões, tendo sido promovidas perseguições aos judeus e cristãos. O clero zoroastrista detinha um grande poder e assegurava que cada novo monarca fosse zoroastrista; pesados tributos recaíam sobre a população como forma de sustentar a forma de vida do clero.
O Avestá, texto sagrado do zoroastrismo, principal componente da religião, foi consolidado durante o período sassânida. Segundo o orientalista alemão Martin Haug, os sacerdotes zoroastristas inventaram a história de que seus livros sagrados remetiam a Abraão, o patriarca judeu, com o objetivo de escapar da perseguição dos maometanos.

### A chegada do islão
Apesar da conversão da Pérsia ao Islão após a conquista dos árabes no século VII, o zoroastrismo sobreviveu em algumas comunidades persas, agrupadas nas cidades de Iázide e Carmânia. Os muçulmanos consideraram os zoroastristas como dimis (dhimmis), ou seja, praticantes do monoteísmo (à semelhança dos judeus e dos cristãos), e, como tal, foram sujeitos a pesados tributos cujo objectivo era estimular a conversão ao Islão.
No século X, um grupo de zoroastristas deixou a Pérsia e fixou-se na Índia, na região do Gujarate. Aqui, estabeleceram uma comunidade local que recebeu o nome de "Parsi" ("Persas" na língua gujarate) e que permanece naquele território até aos nossos dias. Esta comunidade zoroastriana foi influenciada pelas tradições locais e as suas particularidades levam a que se fale em "parsismo". Até 1477, os Parsis não mantiveram contacto com os zoroastristas que permaneceram no Irão. Nesse ano, restabeleceu-se o contacto sob a forma de troca de correspondência que durou até 1768.
No século XIX, a conquista da Índia pelos britânicos levaria a um confronto entre os valores tradicionais dos parses e os valores religiosos e culturais do Ocidente. John Wilson, um missionário cristão da Escócia, atacou a religião dos Parses, alegando que o dualismo presente era contrário ao verdadeiro espírito monoteísta. Martin Haug, um filólogo alemão que viveu e ensinou em Puna durante a década de 60 do século XIX, concluiu que apenas os Gatas eram as palavras originais do profeta Zaratustra. Estes acontecimentos propiciaram o início de um movimento de reforma religiosa, que divide a comunidade zoroastriana entre aqueles que pretendem um regresso a concepções que entendem como mais puras e próximas da mensagem inicial, rejeitando o excessivo ritualismo, e os tradicionalistas.

### O zoroastrismo hoje

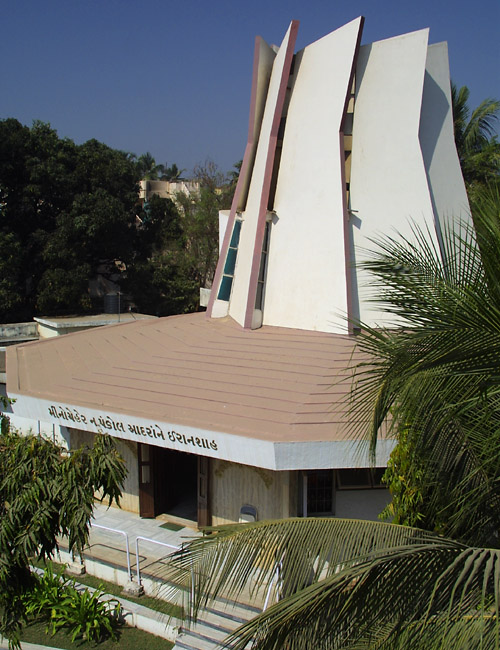
Um templo do fogo moderno no oeste da Índia

A comunidade zoroastriana existente no mundo contemporâneo pode ser dividida em dois grandes grupos: os Parses e os zoroastristas iranianos. Em 2004, o número de zoroastristas no mundo foi estimado entre 145 000 e 210 000. O Censo indiano de 2001 contabilizou 69 601 zoroastristas parsis.
Na Índia, os Parses são reconhecidos pelas suas contribuições à sociedade no domínio económico, educativo e caritativo. Muitos vivem em Mumbai (Bombaim) e têm tendência para praticar a endogamia, desencorajando o proselitismo religioso. Veem a sua fé como étnica.
Em geral, os zoroastristas iranianos mostram-se mais abertos a aceitar conversões. Concentram-se nas cidades de Teerão, Iázide e Carmânia. Falam uma variante da língua persa, o Dari (diferente do Dari falado no Afeganistão). Receberam o nome de gabars, termo inicialmente com conotações pejorativas (no sentido de "infiel"), mas que perdeu muito da sua carga negativa.
Uma diáspora zoroastriana pode ser encontrada em países como o Reino Unido, Canadá (6 000 pessoas), Estados Unidos (11 000 pessoas) e Austrália (2 700 pessoas) e nos países do Golfo Pérsico (2 200 pessoas).
A Organização das Nações Unidas para a Educação, a Ciência e a Cultura declarou o ano de 2003 como ano de celebração dos 3 000 anos da religião e cultura zoroastriana, numa iniciativa proposta pelo governo do Tajiquistão.
Em 2016, foi aberto em Suleimânia, no Curdistão iraquiano, o primeiro templo para praticantes do zoroastrismo no Iraque.

## Doutrinas e crenças

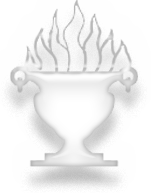
Atar, o fogo sagrado, conceito fundamental e um dos símbolos do zoroastrismo.

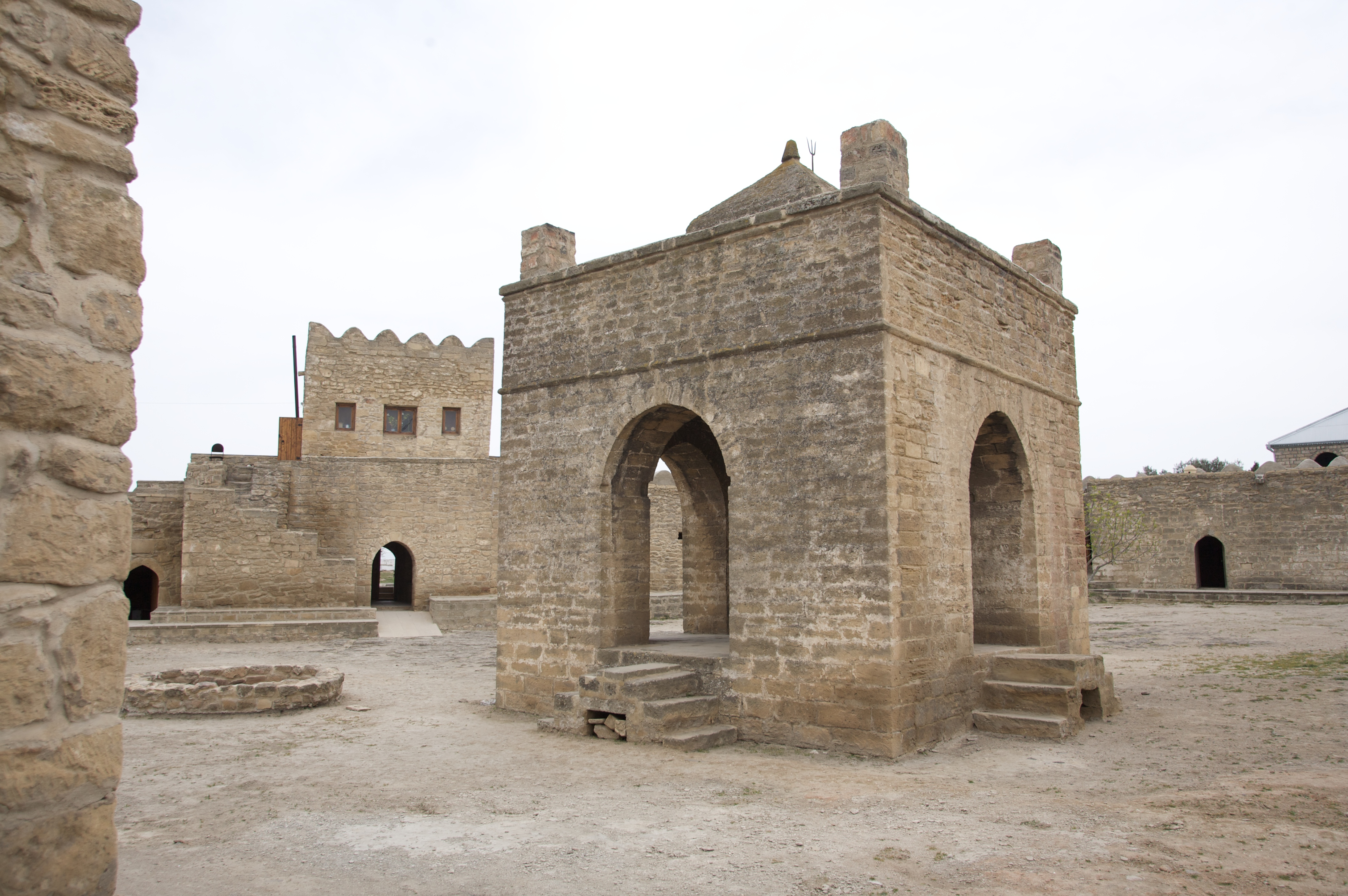
Templo do fogo em Bacu, Azerbaijão.

Os masdeístas não representam seus deuses em esculturas e têm templos.
Deixou traços nas principais religiões mundiais como o judaísmo, cristianismo e islamismo através das seguintes crenças:
- Imortalidade da alma;
- Vinda de um Messias;
- Ressurreição dos mortos;
- Juízo final.

A doutrina de Zaratustra foi espalhada oralmente e suas reformas não podem ser entendidas fora de seu contexto social. O indivíduo pode receber recompensas divinas se lutar contra o mal em seu cotidiano, como pode também ser punido após a morte caso escolha o lado do mal. Os mortos são considerados impuros, então não são enterrados, pois consideram a terra, o fogo e a água sagrados, eles os deixam em torres para serem devorados por aves de rapina.

### Textos religiosos
O principal texto religioso do zoroastrismo é o Avestá. Julga-se que a actual forma do Avestá corresponde a apenas uma parte de Avestá original, que teria sido destruído em resultado da invasão de Alexandre, o Grande.
O Avestá divide-se em várias secções, das quais a principal é o Iasna ("Sacrifícios"). O Iasna inclui os Gatas, hinos que se julga terem sido compostos pelo próprio Zaratustra. O Visperede é essencialmente um complemento do Iasna. O Vendidade é a secção que contém as regras de pureza da religião, podendo ser comparado ao Levítico da Bíblia. Os Iastes são hinos dedicados às divindades.
Para além do Avestá, existem os textos em palavi, escritos na sua maior parte no século IX.

### Escatologia individual
A escatologia individual do zoroastrismo afirma que, três dias após a morte, a alma chega à Ponte Cinvat. A alma de cada pessoa percepciona, então, a materialização dos seus actos (daena): uma alma que praticou boas acções vê uma bela virgem de quinze anos, enquanto que a alma de uma pessoa má vê uma megera.
Cada alma será julgada pelos deuses Mitra, Seraoxa e Rashnu. As almas boas poderão atravessar a ponte, enquanto que as más serão lançadas para o inferno; as almas que praticaram uma quantidade idêntica de boas e más acções são enviadas para o Hamestagan, uma espécie de purgatório.
As almas elevam-se ao céu através de três etapas: as estrelas, a Lua e o Sol, que correspondem, respectivamente, aos bons pensamentos, boas palavras e boas ações. O destino final é o Anagra Raosha, o reino das luzes infinitas.

### Sacerdócio
Existem três graus de sacerdócio no zoroastrismo contemporâneo. O sacerdócio tende a ser hereditário, embora não seja obrigatório que o filho de um sacerdote venha a seguir a profissão do pai.
Os sacerdotes de grau inferior recebem o nome de ervade. Neste grau inicial, é preciso conhecer de cor as escrituras do zoroastrismo, bem como a lei; desempenham apenas uma função de assistente nas cerimónias mais importantes da religião. Acima de si, encontra-se o mobede, e, por sua vez, acima deste, o dastur, que é responsável pela administração de um ou vários templos, por vezes comparado ao bispo do cristianismo.

### Locais de culto

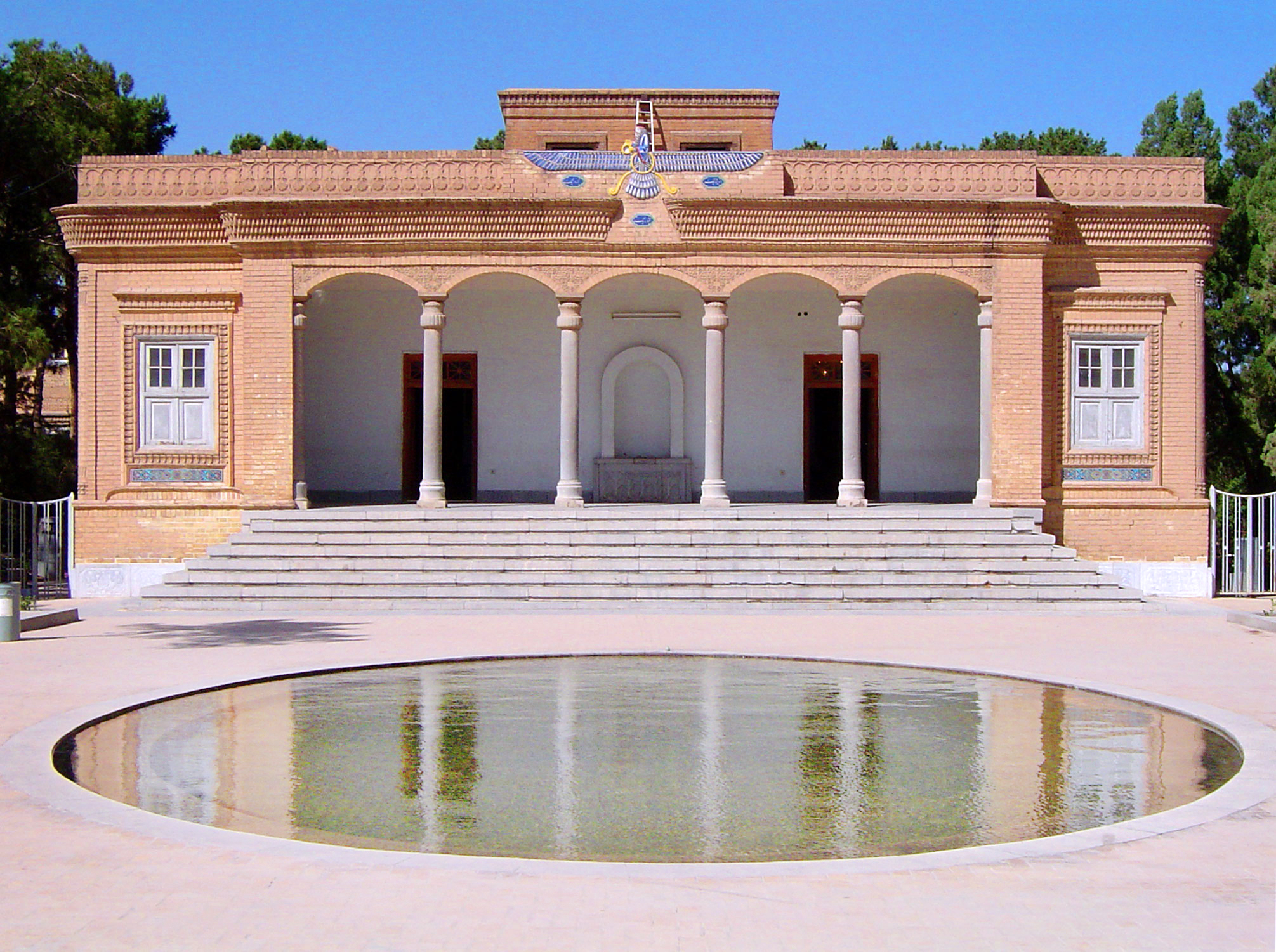
Templo de fogo na cidade iraniana de Iazde

Os templos religiosos do zoroastrismo, onde se desenrolam as cerimónias e se celebram os festivais próprios da religião, são conhecidos como templos de fogo.
Estes edifícios possuem duas partes principais. A mais importante é a câmara onde se conserva o fogo sagrado, que arde numa pira metálica colocada sobre uma plataforma de pedra. Os sacerdotes zoroastristas visitam o fogo cinco vezes por dia e procuram mantê-lo aceso, fazendo oferendas de sândalo purificado. Recitam também orações perante o fogo com a boca tapada por um tecido, de modo a não contaminarem o fogo. Este respeito pelo fogo sagrado levou a que os zoroastristas fossem chamados de "adoradores de fogo", o que constitui um erro, na medida em que o fogo não é adorado em si, mas como um símbolo da sabedoria e luz divina de Aúra-Masda. Os templos de fogo mais importantes do Irão e da Índia mantêm uma chama de fogo sagrado a arder perpetuamente.

### Rituais

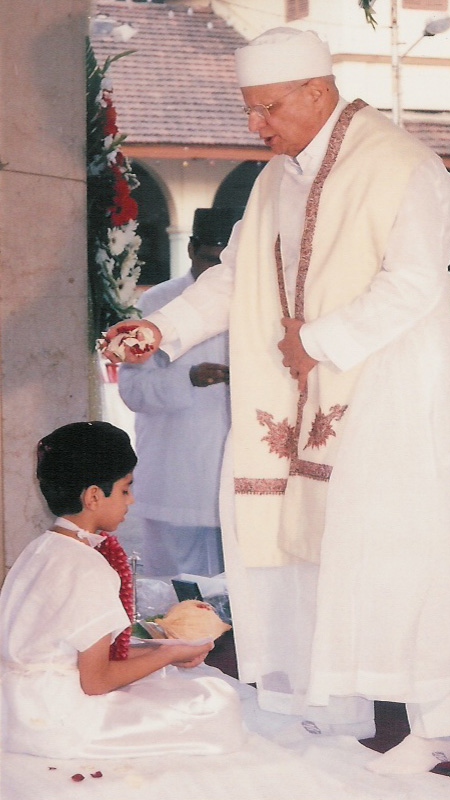
Navjote, cerimônia-ritual de admissão/iniciação

O zoroastrismo não determina que os membros devam realizar um número obrigatório de orações por dia. Os zoroastristas podem decidir quando e onde desejam orar. A maioria dos zoroastristas reza várias vezes por dia, invocando a grandeza de Aúra-Masda. As orações são feitas perante uma chama de fogo.
O Navjote (ou Sedreh-Pushi, como é conhecido entre os zoroastristas do Irão) é uma cerimónia de iniciação obrigatória destinada às crianças zoroastrianas que deve acontecer entre os sete e os quinze anos de idade. É importante que a criança já conheça as principais orações da religião.
Antes da cerimónia começar, a criança toma uma banho ritual de purificação (Naahn). Durante a cerimónia, conduzida pelo mobed e na qual estão presentes familiares e amigos, a criança recebe o sudreh (ou sedra, uma veste branca de algodão) e o kusti (um cordão feito de lã) que ata na sua cintura. A partir deste momento, o zoroastrista deve usar sempre o sudreh e o kusti.
O casamento zoroastrista implica dois momentos distintos. No primeiro, os noivos e os seus padrinhos assinam o contrato de casamento. Segue-se a cerimónia propriamente dita durante a qual as mulheres da família colocam sobre a cabeça dos noivos um lenço; simultaneamente, dois cones de açúcar são esfregados um contra o outro. O lenço é, então, cosido, simbolizando a união do casal. As festas do casamento podem prolongar-se entre três e sete dias.

#### Práticas funerárias

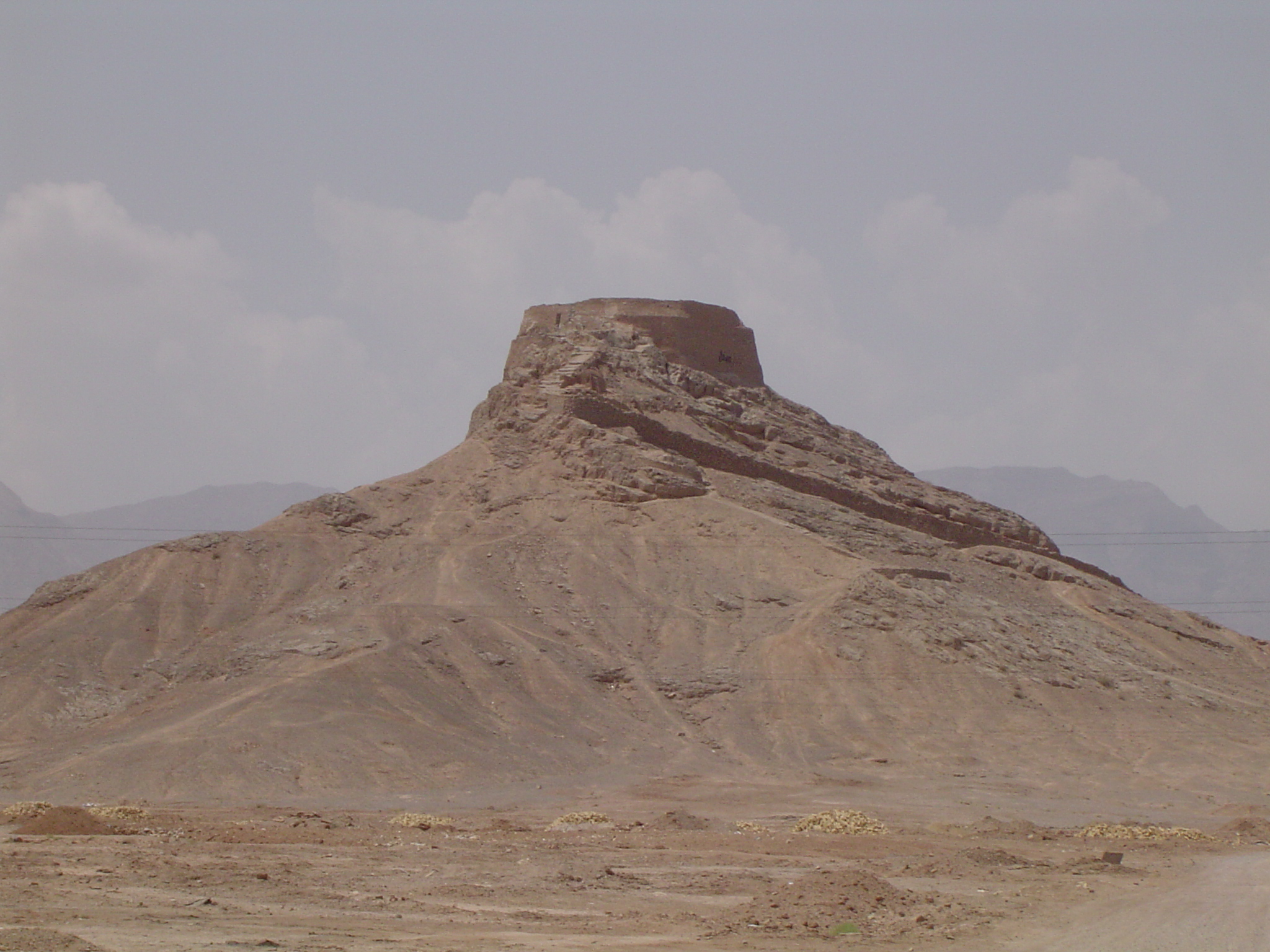
Uma torre do silêncio em ruínas

Os zoroastristas acreditam que o corpo humano é puro e não algo que deva ser rejeitado. Quando uma pessoa morre o seu espírito deixa o corpo num prazo de três dias e o seu cadáver é impuro. Uma vez que a natureza é uma criação divina marcada pela pureza, não se deve poluí-la com um cadáver.
Na prática, esta crença implicou que os cadáveres dos zoroastristas não fossem enterrados, mas colocados ao ar livre para serem devorados por aves de rapina, em estruturas conhecidas como torres do silêncio (dakhma).
Após a morte, um cão é trazido perante o cadáver, num ritual que se repete seis vezes por dia. No quarto onde se encontra o cadáver, arde uma pira de fogo ou velas durante três dias. Durante este tempo, os vivos evitam o consumo de carne.
Os participantes no funeral vestem-se todos de branco, procurando-se evitar o contacto directo com o defunto. O cadáver (sem roupa) é, então, depositado numa torre do silêncio. Depois de as aves terem consumido a carne, os ossos são deixados ao sol durante algum tempo para secarem.
Por motivos vários (relacionados, por exemplo, com a diminuição da população de aves de rapina ou com a ilegalidade desta tradição em alguns países), esta prática tem sido abandonada por zoroastristas residentes em países ocidentais e até mesmo no Irão e Índia, optando-se pela cremação.

#### Festas
As comunidades zoroastrianas atuais regem-se por três calendários diferentes:
- o Fasli (usado pelos zoroastristas iranianos e alguns Parses);
- o Shahanshahi (usado pela maioria dos Parses); e
- o Qadimi (este último, o menos utilizado de todos).

O que significa que as festas religiosas podem ser celebradas em diferentes dias; nestes calendários, cada mês e cada dia do mês recebe o nome de um Amesa Espenta ou de um iazata. Os zoroastristas celebram seis festivais ao longo do ano — os Gaambares — cujas origens se encontram nas diferentes actividades agrícolas dos antigos povos do planalto iraniano e nas estações do ano.
O Noruz é o Ano Novo Persa, celebrado no dia 21 de março no calendário Fasli (os parses celebram o Noruz em meados de Agosto). Por volta deste dia, os zoroastristas colocam, nas suas casas, uma mesa com sete itens: um vaso com rebentos de lentilhas ou de trigo, um pudim, vinagre, maçãs, alho, pó de sumagre, frutos da árvore jujubeira; outros elementos que enfeitam a mesa são moedas, o Avestá, um espelho, flores e uma imagem de Zaratustra. O Noruz é celebrado com o uso de roupas novas, com o consumo de pratos especiais, com a troca de presentes e com a celebração de cerimônias religiosas. O fogo tem nele um significado especial. Seis dias depois do Noruz, os zoroastristas festejam o nascimento de Zaratustra.